# パーティーについて。/Party on the PLANET
「パーティーについて。 / Party on the PLANET」（パーティーについて / パーティー・オン・ザ・プラネット）は、Negiccoのシングル（7inchレコード）。2013年10月23日にT-Palette Recordsから発売された。

## 解説
タワーレコード新宿店の15周年を記念し、Negiccoと同じくT-Palette Records参加（当時）のバニラビーンズ、ライムベリーと同時発売された。タワーレコード新宿店とTOWER RECORDS ONLINEでの限定リリース。

## 収録曲
全作詞・作曲・編曲：connie

### SIDE A
1. パーティーについて。
2013年リリースのシングル「愛のタワー・オブ・ラヴ」収録曲。

### SIDE B
1. Party on the PLANET
2012年リリースのベスト・アルバム『Negicco 2003〜2012 -BEST-』収録曲。